# بروکفیلد پراپرتیز
بروکفیلد پراپرتیز (انگلیسی: Brookfield Properties) شرکت املاک و مستغلات آمریکایی است، که در سال ۱۹۲۳ تأسیس شد.